# Ranitomeya uakarii
Ranitomeya uakarii es una especie de anfibio anuro de la familia Dendrobatidae.

## Distribución geográfica
Esta especie habita entre los 100 y 220 m de altitud:
- en Perú en las regiones de Loreto, Huánuco, Madre de Dios y Ucayali;
- en Colombia en los departamentos de Amazonas y Caquetá;
- en Brasil en los estados de Amazonas y Acre;
- en Guyana.[4]

Su presencia es incierta en Bolivia.

## Descripción
Esta especie mide hasta 17.5 mm.

## Etimología
Esta especie lleva el nombre en referencia al Uakari calvo, con el que esta especie comparte distribución y pigmentación de la piel de color rojo brillante.

## Publicación original
- Brown, Schulte & Summers, 2006 : A new species of Dendrobates (Anura: Dendrobatidae) from the Amazonian lowlands in Peru. Zootaxa, n.º 1152, p. 45-58[5]